# Xu Xin (calciatore)
Xu Xin (徐新S, Xú XīnP; Shenyang, 19 aprile 1994) è un calciatore cinese, centrocampista dello Shanghai Haigang e della nazionale cinese.

## Carriera

### Club
Ha giocato nella massima serie cinese.

### Nazionale
L'11 novembre 2021 ha esordito con la nazionale cinese giocando l'incontro pareggiato 1-1 contro l'Oman, valido per le qualificazioni al campionato mondiale di calcio 2022.

## Statistiche

### Cronologia presenze e reti in nazionale
| Cronologia completa delle presenze e delle reti in nazionale ― Cina | Cronologia completa delle presenze e delle reti in nazionale ― Cina | Cronologia completa delle presenze e delle reti in nazionale ― Cina | Cronologia completa delle presenze e delle reti in nazionale ― Cina | Cronologia completa delle presenze e delle reti in nazionale ― Cina | Cronologia completa delle presenze e delle reti in nazionale ― Cina | Cronologia completa delle presenze e delle reti in nazionale ― Cina | Cronologia completa delle presenze e delle reti in nazionale ― Cina |
| Data                                                                | Città                                                               | In casa                                                             | Risultato                                                           | Ospiti                                                              | Competizione                                                        | Reti                                                                | Note                                                                |
| ------------------------------------------------------------------- | ------------------------------------------------------------------- | ------------------------------------------------------------------- | ------------------------------------------------------------------- | ------------------------------------------------------------------- | ------------------------------------------------------------------- | ------------------------------------------------------------------- | ------------------------------------------------------------------- |
| 11-11-2021                                                          | Sharja                                                              | Cina                                                                | 1 – 1                                                               | Oman                                                                | Qual. Mondiali 2022                                                 | -                                                                   | 67’                                                                 |
| 16-11-2021                                                          | Sharja                                                              | Cina                                                                | 1 – 1                                                               | Australia                                                           | Qual. Mondiali 2022                                                 | -                                                                   |                                                                     |
| 27-1-2022                                                           | Saitama                                                             | Giappone                                                            | 2 – 0                                                               | Cina                                                                | Qual. Mondiali 2022                                                 | -                                                                   |                                                                     |
| 1-2-2022                                                            | Hanoi                                                               | Vietnam                                                             | 3 – 1                                                               | Cina                                                                | Qual. Mondiali 2022                                                 | 1                                                                   | 43’                                                                 |
| 26-3-2023                                                           | Wellington                                                          | Nuova Zelanda                                                       | 2 – 1                                                               | Cina                                                                | Amichevole                                                          | -                                                                   |                                                                     |
| Totale                                                              |                                                                     | Presenze                                                            | 5                                                                   |                                                                     | Reti                                                                | 1                                                                   |                                                                     |

## Palmarès

### Club

#### Competizioni nazionali
- Supercoppa di Cina: 3

Guangzhou E.: 2016, 2017, 2018
- Campionato cinese: 5

Guangzhou E.: 2016, 2017, 2019
Shandong Luneng: 2021
Shanghai Haigang: 2024
- Coppa di Cina: 3

Guangzhou E.: 2016
Shandong Luneng: 2021
Shanghai Haigang: 2024